# Тељак (Муреш)
Тељак (рум. Teleac) насеље је у Румунији у округу Муреш у општини Горнешти. Oпштина се налази на надморској висини од 415 m.

## Становништво
Према подацима из 2002. године у насељу је живело 402 становника.

### Попис2002.
| Расподела становништва по националности 2002.‍ | Расподела становништва по националности 2002.‍ | Расподела становништва по националности 2002.‍ | Расподела становништва по националности 2002.‍ | Расподела становништва по националности 2002.‍ |
| --------------------------------------------- | --------------------------------------------- | --------------------------------------------- | --------------------------------------------- | --------------------------------------------- |
|                                               |                                               |                                               |                                               |                                               |
| Румуни                                        | Румуни                                        |                                               | 394                                           | 98,0%                                         |
| Мађари                                        | Мађари                                        |                                               | 8                                             | 2,0%                                          |